# Marlene Fengler
Marlene Fengler (Itapiranga, 8 de junho de 1968) é uma política brasileira.
Nas eleições de 7 de outubro de 2018 foi eleita deputada estadual de Santa Catarina para a 19.ª legislatura, pelo Partido Social Democrático (PSD).